# Synodontis schall
Synodontis schall is een  straalvinnige vissensoort uit de familie van baardmeervallen (Mochokidae). De wetenschappelijke naam van de soort is voor het eerst geldig gepubliceerd in 1801 door Bloch & Schneider.
De soort staat op de Rode Lijst van de IUCN als niet bedreigd, beoordelingsjaar 2009.